# Die Familienanwältin
Die Familienanwältin ("L'avvocatessa di famiglia")  è una serie televisiva tedesca creata da Frank Speelmans  e prodotta dal 2006 al 2007 da Sony Pictures. Protagonista della serie è l'attrice Mariele Millowitsch; altri interpreti principali sono August Schmölzer, Karin Neuhäuser, Marie-Luise Schramm, Eric Bouwer, Jana Thies e Nicki von Tempelhoff.
La serie si compone di 2 stagioni, per un totale di 16 episodi (8 per stagione) della durata di 48 minuti ciascuno. In Germania, la serie fu trasmessa in prima visione dall'emittente RTL Television: il primo episodio, intitolato Evas Kinder, fu trasmesso in prima visione il 14 marzo 2006.

## Trama
La vita di Hanna Lorenz, avvocatessa di successo sposata con Robert e madre di due figli adolescenti, sembra andare a gonfie vele, sia sul piano professionale che sul piano della vita privata, fino a quando il marito la lascia per un'altra donna.

## Episodi
| Stagione         | Puntate | Prima TV Germania | Prima TV Italia |
| ---------------- | ------- | ----------------- | --------------- |
| Prima stagione   | 8       | 2006              | inedita         |
| Seconda stagione | 8       | 2007              | inedita         |